# Emil Nielsen
Emil Nielsen (* 10. März 1997 in Aarhus, Dänemark) ist ein dänischer Handballtorwart.

## Vereinskarriere
Emil Nielsen begann mit zehn Jahren mit dem Handballspiel. Mit der Spielgemeinschaft von AGF und Viby Håndbold wurde er dänischer Jugendmeister. Mit 18 Jahren debütierte er 2015 in der dänischen ersten Liga für Århus Håndbold, wo er zum besten Torhüter der Saison 2015/16 in Dänemark gewählt wurde. Zum Ende der Saison erkrankte er an Meningitis und fiel für einige Monate bis in die Saison 2016/17 aus. Dennoch nahm ihn der international spielende Verein Skjern Håndbold ab 2017 unter Vertrag und verlängerte diesen bereits im Dezember bis 2021. Mit Skjern gelang in der folgenden Spielzeit der Einzug ins Viertelfinale in der EHF Champions League durch einen überraschenden Erfolg über den Vorjahresfinalisten Telekom Veszprém aus Ungarn. Die starke Saison krönte er mit dem Gewinn der dänischen Meisterschaft 2018. 2018/19 scheiterte er mit Skjern in der Vorrunde der Champions League, in der Liga wurde er Dritter.
Dank einer Ausstiegsklausel in seinem Vertrag lief der 1,95 m große Torhüter ab 2019 für den französischen Verein HBC Nantes auf. In der wegen der Corona-Pandemie abgebrochenen Saison 2019/20 lag Nantes auf dem zweiten Rang hinter Paris Saint-Germain. Im Dezember 2021 gewann er mit dem HBC die Coupe de la Ligue. Nach der Saison 2021/22 verließ er den HBC Nantes.
Seit Juli 2022 steht er beim spanischen Rekordmeister FC Barcelona unter Vertrag.
Ab der Saison 2026/27 wird er für den ungarischen Rekordmeister One Veszprém HC spielen.

## Nationalauswahl
Mit der dänischen Junioren-Auswahl erreichte er bei der U-18-Handball-Europameisterschaft der Männer 2014 den vierten Platz und wurde zum besten Torhüter des Turniers ernannt.
In der dänischen A-Nationalmannschaft debütierte Emil Nielsen am 5. April 2018 gegen Frankreich. Bei der Weltmeisterschaft 2021 in Ägypten gewann er die Goldmedaille, allerdings hatte er neben Niklas Landin nur wenig Spielzeit erhalten. Beim Gewinn der Silbermedaille bei der Europameisterschaft 2024 kam er in allen neun Spielen zum Einsatz und wies mit 39 % gehaltener Bälle die beste Quote aller Torhüter auf. Bei den Olympischen Spielen 2024 in Paris gewann er die Goldmedaille. Bei der Weltmeisterschaft 2025 bestritt er alle neun Partien als klare „Nummer 1“ im Tor und wurde mit dem Team erneut Weltmeister. Zusätzlich wurde er in das All-Star-Team der Weltmeisterschaft gewählt.

## Erfolge
mit Skjern Håndbold
- Dänischer Meister: 2018

mit HBC Nantes
- Coupe de la Ligue: 2021

mit dem FC Barcelona
- EHF Champions League: 2024
- Spanischer Meister: 2023, 2024, 2025
- Katalanischer Supercup: 2022, 2023, 2024
- Spanischer Königspokalsieg 2023, 2024
- Spanischer Ligapokal 2023, 2024, 2025
- Iberischer Supercup 2022, 2023, 2024
- Katalanischer Supercup 2023, 2024, 2025

mit der dänischen Nationalmannschaft
- Weltmeister 2021, 2025
- Silber bei der Europameisterschaft 2024
- Goldmedaille bei den Olympischen Spielen 2024

Persönliche Auszeichnungen
- Bester Torhüter der Håndboldligaen 2015/16
- Bester Torhüter der U-18-Europameisterschaft 2014
- All-Star-Team der Weltmeisterschaft 2025
- MVP der EHF Excellence Awards 2024
- Dänemarks Handballnationalspieler der Saison 2024/25[13]